# Hymn Walonii
Le Chant des Wallons (pol. Pieśń Walonów) – hymn Regionu Walońskiego, ustanowiony w 1998 roku przez lokalny parlament.
Słowa do hymnu napisał w 1900 roku waloński pisarz Théophile Bovy, zaś muzykę skomponował w 1901 Louis Hillier.

## Wersja walońska
I.
Nos estans firs di nosse pitite patreye,
Ca lådje et lon, on djåze di ses efants.
Å prumî rang, on l' mete po l' industreye
Et dvins les årts, ele riglatixh ostant.
Nosse tere est ptite, mins nos avans l' ritchesse
Des omes sincieus k' anôblixhèt leu nom.
Et nos avans des libertés timpesse:
Vola pocwè k' on-z est firs d' esse Walons !
II.
Di nosse passé cwand c' est k' on lét l' istwere,
On s' recresteye vormint a tchaeke foyou.
Et nosse cour crexhe cwand c' est k' on tuze al glwere
Di nos vîs peres ki n' avît måy pawou.
C' est gråce a zels ki ns djouwixhans del påye.
Il ont språtchî l' innmi dzo leu talon.
On ls a rclamé les pus vayants k' i gn åye:
Vola pocwè k' on-z est fir d' esse Walon !
III.
Pitit payis, vos k' a tant d' grandeu d' åme,
Nos vos inmans bén, sins k' nos l' breyanxhe tot hôt.
Cwand on vs kidjåze, ås ouys montèt nos låmes
Et nos sintans nosse cour bate a gros côps !
N' åyîz nole sogne et vikez e liyesse,
Di vos efants, les bresses et l' cour sont bons.
Et nos avans les tchveas foirt près del tiesse:
Vola pocwè k' on-z est fir d' esse Walon !
IV.
On s' voet voltî inte frés del Walonreye
Et on-z est presse onk l' ôte a s' diner l' mwin.
On fwait plaijhi bén sovint sins k' on l' deye.
Nouk ni s' håynêye cwand c' est k' i vout fé l' bén.
Li tchårité ki mousse el måjhinete
N' î va k' al nute avou meye precôcions.
Li pô k' on dene on nel dene k' e catchete:
Vola pocwè k' on-z est fir d' esse Walon !

## Wersja francuska
I.
Nous sommes fiers de notre Wallonie,
Le monde entier admire ses enfants.
Au premier rang brille son industrie
Et dans les arts on l'apprécie autant.
Bien que petit, notre pays surpasse
Par ses savants de plus grandes nations.
Et nous voulons des libertés en masse :
Voilà pourquoi l'on est fier d'être Wallons !
II.
Entre Wallons, toujours on fraternise.
Dans le malheur, on aime s'entraider :
On fait le bien sans jamais qu'on le dise,
En s'efforçant de le tenir caché.
La charité visitant la chaumière
S'y prend le soir avec cent précautions :
On donne peu, mais c'est d'un coeur sincère :
Voilà pourquoi l'on est fier d'être Wallons !
III.
Petit pays, c'est pour ta grandeur d'âme
Que nous t'aimons, sans trop le proclamer.
Notre oeil se voile aussitôt qu'on te blâme
Et notre coeur est prêt à se briser.
Ne crains jamais les coups de l'adversaire.
De tes enfants les bras te défendront
Il ne faut pas braver notre colère:
Voilà pourquoi l'on est fier d'être Wallons !